# Gonomyia sejuncta
Gonomyia sejuncta är en tvåvingeart som beskrevs av Alexander 1970. Gonomyia sejuncta ingår i släktet Gonomyia och familjen småharkrankar.
Artens utbredningsområde är Panama. Inga underarter finns listade i Catalogue of Life.